# Gomphrena iresinoides
Gomphrena iresinoides är en amarantväxtart som först beskrevs av Carl Sigismund Kunth, och fick sitt nu gällande namn av Horace Bénédict Alfred Moquin-Tandon. Gomphrena iresinoides ingår i släktet klotamaranter, och familjen amarantväxter. Inga underarter finns listade i Catalogue of Life.